# Acontia lugens
Acontia lugens là một loài bướm đêm trong họ Noctuidae.